# Кралство Майорка
Кралство Майорка (на каталонски: Regne de Mallorca; на испански: Reino de Mallorca; на френски: Royaume de Majorque) е средновековно кралство, васално на Кралство Арагон и създадено от краля на Арагон Хайме I Завоевателя след завоюването на Балеарските острови по време на Реконкистата в северозападното Средиземноморие. Столица на държавата е град Перпинян в областта Русийон.

## Образуване на кралството
Майорка е завладяна от Хайме I в периода 1229 – 1232 г. През 1231 г. Хайме предава правата на сеньор на остров Майорка на своя братовчед, португалския инфант Педро I, в размяна на Графство Урхел. През 1235 г. са завладени и островите Ибиса и Форментера, и присъединени към Майорка. През 1244 г. Педро разменя правата на сеньор на Майорка за владение на Валенсия, но през 1254 г. отново ги получава. Педро умира през 1256 г. след което Майорка отново е върната на Хайме.
През 1260 г. умира по-големия син на крал Хайме I, Алфонсо. Две години по-късно, Хайме пише завещание, по силата на което, след неговата смърт Арагонското кралство трябва да бъде разделено между синовете му. Педро трябва да получи Арагон, Валенсия и Барселона. А за другия син, Хайме II (1243 – 1311), се създава васалното Кралство Майорка. Освен Балеарските острови, в него влизат каталонските графства Русийон и Сердан, както и владения в Окситания – сеньорията Монпелие, виконството Карла в Оверн и баронството Омела край Монпелие. Наследените земи от Хайме II са малко и слаби, но по-същественото е, че кралството е разположено в средиземноморския стратегически анклав между двете големи кралства – Франция и Арагон, които постоянно воюват. Осъзнавайки крехкостта на кралството си, Хайме планира завоюването и присъединяването на Сардиния. Също така той води преговори за брак на сина си Хайме III с Беатрис, дъщеря на граф Амадей V Савойски. Тези планове не са реализирани.

## Управление на Хайме II
Хайме II получава кралството след смъртта на баща си през 1276 г. Столица на кралството става Перпинян в Русийон.
Ставайки крал, Хайме отказва да плаща данък на по-големия си брат, Педро III, крал на Арагон. Зает с различни вътрешни проблеми на кралството си, едва през 1279 г. Хайме урежда отношенията с Арагон, признавайки се за васал на Педро. През същата година, монарсите сключват договор в Перпинян, по чиято сила се възстановява политическия и икономически контрол на кралете на Арагон над Майорка, възстановявайки юрисдикцията на Арагонската корона. От това споразумение се очаква да осигури здравата връзка между кралствата.
След завоюването от Педро III на Сицилия през 1281 г. (принадлежаща на Карл I Анжуйски), папа Мартин IV отлъчва Педро от църквата, което автоматично го прави изгнаник сред европейските монарси и освобождава поданиците му от клетва. Хайме решава да се възползва от това, като излезе от васалното си подчинение към Арагон. През 1283 г. той признава френския крал Филип III Смели за сеньор на Графство Монпелие, и разрешава на френските армии и флот свободно преминаване през Русийон.

## Владетели на Майорка
- Барселонска династия (1276 – 1344)
  - Хайме II – (1243 – 1311) (1276 – 1311)
  - Санчо I – (1243 – 1324) (1311 – 1324)
  - Хайме III – (5 април 1315 – 31 май 1349) (1324 – 1344)

През 1344 – 1349 г. кралство Майорка отново е присъединено към кралство Арагон.